# Кампари, Джузеппе
Джузеппе Кампари (итал. Giuseppe Campari; 8 июня 1892, Лоди, Ломбардия — 10 сентября 1933, Монца, Ломбардия) — бывший итальянский оперный певец и гонщик серии Гран-при.

## Гоночная карьера
Джузеппе Кампари родился в городе Лоди на юго-западе от Милана. Ещё юношей он устроился на работу в автомобильную компанию Alfa Romeo. Работа Кампари заключалась в тестировании заводских автомобилей, а его навыки и интерес позволили ему также принять участие в Соревнованиях по подъёму на холм. В 1914 году в 21 возрасте, новичок показал свои способности, занят четвёртое место на гонке Targa Florio. К сожалению, его карьера была продолжена только после Первой Мировой Войны, так как во время войны европейские гонки прекратились. После перемирия, положившего конец войне, гонки возобновились, и в 1920 году Кампари выиграл свою первую крупную гонку и первый трофей для компании Alfa Romeo, когда он принёс победу на трассе Муджелло в Тоскане. Он повторил свой успех на Муджелло в следующем году, а также занял третье место на Тarga Florio, и больше не выигрывал крупных гонок вплоть до Гран-при Франции в 1924 году, когда стал частью сильнейшей команды из трёх человек с Гастоне Брилли-Пери и Антонио Аскари на автомобилях Alfa Romeo P2, разработанных Витторио Яно.
Сезон 1925 года стал менее успешен для Кампари, так как он и Alfa Romeo снялись с Гран-при Франции в Июле после смертельной аварии Аскари. В 1926 году, Maserati представила модель Tipo 26, ставшей первой высококлассной моделью позволевшей Maserati выиграть кубок Конструкторов, а Эрнесто Мазерати(Ernesto Maserati) завоевать итальянский чемпионат личного зачёта в 1927 году. Несмотря на огромный успех Мазерати, Кампари добыл победу для Alfa Romeo в 1927 году на Кубке Акербо.
Сезон 1928 года показал, что Джузеппе Кампари выиграл во второй раз Кубок Акербо и выиграл свою первую Милле Милья. Он занял также второе место на Targa Florio, в этой гонке он участвовал несколько раз, и хотя всегда заканчивал в верхней части таблицы, ему не удавалось тут победить. В следующем году он повторил своё чемпионство на Милле Милья. И с другими лучшими гонщиками как Рудольф Караччола и Мальколм Кэмпбэлл(Malcolm Campbell) он отправился в Ирландию на первый Ирландский Гран-при в Феникс-парк в Дублине. Перед глазами более чем 100,000 зрителей, Кампари был ранен в глаз осколком маленького камня, но был успешно прооперирован в госпитале, а гонка была выиграна русским эмигрантом Борисом Ивановским, Кампари также участвовал в гонке Tourist Trophy в Ards course в Белфасте, где финишировал вторым после Мерседеса Караччиолы.
В 1930 году, Тацио Нуволари пригласил Кампари в команду Alfa Romeo. После сенсационного дебюта сезона, Нуволари и Кампари вместе выиграли их первый Гран-при Италии, победа сделала из них национальных героев, после трехгодичной победы французского гонщика на этом Гран-при. В этом же году, Кампари выиграл свой третий Кубок Акербо, но в 1933 году он присоединился к команде Maserati с Луиджи Фаджоли и Баконин Борцаччини. Кампари выиграл второй Гран-при Франции за рулем Maserati, но в возрасте 41 года, он был готов уйти в конце сезона из гонок. Гран-при Италии 10 Сентября, 1933 года на Монце в Италии стал для него последней гонкой. После 20 лет без крупных аварий, крупное бедствие стало одним из черных дней в истории гонок серии Гран-при. Во время лидерства в гонке, Кампари мгновенно погиб, когда его автомобиль врезался после заноса в крутом повороте на участке трассы с разлитым пятном масла из двигателя. Сразу за ним шедший на втором месте, напарник Баконин Борцаччини безуспешно пытался избежать разбитого автомобиля Кампари, разбился насмерть, когда его автомобиль потерял управление. Чуть позднее, когда гонка была перезапущена, автомобиль польского гонщика Станислава Счаковски(Stanisław Czaykowski) разбился и загорелся, приведший к гибели польского гонщика.

## Личная жизнь
В дополнении к его любви к автомобильным гонкам, Джузеппе Кампари имел другие увлечения: еда, он мог приготовить себе все, что ему нравилось, и опера. Владея великолепным голосом Баритон из глубины живота, он взял уроки пения и во время гонок начал петь профессионально.
В 1927 году взял в жены итальянскую певицу и танцовщицу Лину Кавальери, для которой это был третий брак. Л. Кавальери осталась в истории Прекрасной эпохи как женщина посредственного дарования и редкой красоты.

## Галерея
- Кампари на Чемпионате Европы по автогонкам 1931 года
- Карикатура на Джузеппе Кампари

## Основные победы
- Трасса Маджелло 1920, 1921
- Кубок Акербо 1927, 1928, 1931
- Гран-при Франции 1924, 1933
- Гран-при Италии 1931
- Милле Милья 1928, 1929

## Завершенные Европейские чемпионаты, результаты
| В таблице перечислены результаты всех Гран-при, в которых принимал участие гонщик. Строками таблицы являются сезоны, столбцами — этапы чемпионата Европы. В каждой клетке указаны сокращённое название этапа и результат, дополнительно обозначенный цветом. Расшифровка обозначений и цветов представлена в нижеследующей таблице. |                                                                    |      |
| \| Пример \| Описание \| Очки \| \| ------------ \| ------------------------------------------------------------------ \| ---- \| \| 1 \| Победитель \| 1 \| \| 2 \| Второе место \| 2 \| \| 3 \| Третье место \| 3 \| \| 5 \| Прошёл более 75% дистанции \| 4 \| \| 8 \| Прошёл более 50%, но менее 75% дистанции \| 5 \| \| Сход \| Прошёл более 25%, но менее 50% дистанции \| 6 \| \| Сход \| Прошёл менее 25% дистанции \| 7 \| \| ДСК \| Дисквалифицирован \| 8 \| \| НС \| Участвовал в тренировках, но не стартовал в гонке \| 8 \| \| ОТК \| Отказ от участия \| 8 \| \| НТР \| Прибыл на соревнования, но на трассу не выезжал \| 8 \| \| НПР \| Был заявлен в числе участников, но не прибыл к началу соревнований \| 8 \| \| \| Не участвовал \| 8 \| \| Поул-позиция \| \| \| \| Быстрый круг \| \| \| |                                                                    |      |
| Пример | Описание                                                           | Очки |
| 1 | Победитель                                                         | 1    |
| 2 | Второе место                                                       | 2    |
| 3 | Третье место                                                       | 3    |
| 5 | Прошёл более 75% дистанции                                         | 4    |
| 8 | Прошёл более 50%, но менее 75% дистанции                           | 5    |
| Сход | Прошёл более 25%, но менее 50% дистанции                           | 6    |
| Сход | Прошёл менее 25% дистанции                                         | 7    |
| ДСК | Дисквалифицирован                                                  | 8    |
| НС | Участвовал в тренировках, но не стартовал в гонке                  | 8    |
| ОТК | Отказ от участия                                                   | 8    |
| НТР | Прибыл на соревнования, но на трассу не выезжал                    | 8    |
| НПР | Был заявлен в числе участников, но не прибыл к началу соревнований | 8    |
| | Не участвовал                                                      | 8    |
| Поул-позиция |                                                                    |      |
| Быстрый круг |                                                                    |      |

| Год  | Команда    | Марка      | 1     | 2     | 3        | EDC | Очков |
| ---- | ---------- | ---------- | ----- | ----- | -------- | --- | ----- |
| 1931 | Alfa Corse | Alfa Romeo | ITA 1 | FRA 2 | BEL сход | 2   | 9     |
| 1932 | Alfa Corse | Alfa Romeo | ITA 4 | FRA   | GER      | 9=  | 20    |